# Tricentrogyna priscilla
Tricentrogyna priscilla là một loài bướm đêm trong họ Geometridae.